# 未解読文字

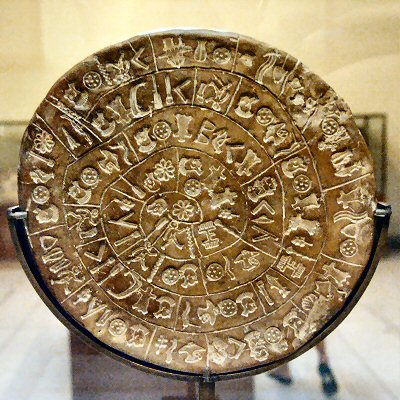
ファイストスの円盤

未解読文字（みかいどくもじ）とは、未だ解読されていない文字体系のことである。

## 未解読となる原因
人類は文字を獲得して以来、様々な事柄を文字にして記録に残してきた。昔の人間が書いた内容は様々な学問の分野において価値がある。しかし現在の視点から見て、昔の文字体系の全てが伝えられてきたわけではなく、詳細不明となった昔の文字体系の全てを解明することはできていない。
理由として以下のことが挙げられる。
- 既知の言語からかけ離れた関係の孤立した言語である。
- 発見された文献に使用されている文字の量が少なく、情報が不足している。

未解読とされる文字体系のいくつか（例として、後オルメカ、ファイストスおよびインダス文字）には解読されたという主張もあるが、これらの主張は独立の研究者などによって確認されておらず、主流になっていない。

## 未解読文字の例
- 賈湖契刻文字 - 裴李崗文化、紀元前7000年以降、原文字。
- ヴィンチャ文字 - 新石器時代のヨーロッパ、紀元前6000年以降、原文字。
- 半坡文字 - 仰韶文化、紀元前5000年以降、原文字。
- ウラル・ピクトグラム
- 青銅器時代の文字（紀元前3300年から1200年）
  - インダス文字 - インダス文明、紀元前3300年頃以降、おそらく原文字。
  - ウルク古拙文字 - ウルク文化期（紀元前3200年）にシュメール人による。絵文字としての性格が強いシンボルで、楔形文字の先祖。
  - 原エラム文字 - エラム、紀元前3200年頃以降。
  - エラム線文字（英語版） - 紀元前2200年頃以降。
  - 線文字A - ミノア語、紀元前1900年頃以降、音節文字。
  - クレタ聖刻文字 - 紀元前1900年頃以降。
  - ワディ・エル・ホル文字 - 紀元前1800年頃、おそらくアブジャド。
  - ビブロス文字 - ビブロスの市街、紀元前およそ1700年。音節文字。
  - ファイストスの円盤 - 紀元前1600年頃、一つしか存在しないテキスト。
  - キュプロ・ミノア文字 - 紀元前1500年頃以降。音節文字。
  - 巴蜀文字（英語版） - 紀元前5世紀から紀元前4世紀。
- メソアメリカの文字  - 紀元前1000年から紀元後1500年。
  - オルメカ文字 - オルメカ文明、紀元前900年頃、おそらくメソアメリカ最古の文字（象形文字）。
  - 地峡文字 - 紀元前500年頃、おそらく表語文字。
  - サポテカ文字 - サポテカ文明、紀元前500年頃。
  - ミシュテカ文字 - ミシュテカ、14世紀、おそらくピクトグラフ。
- キープ (インカ) - インカ帝国、15世紀、非言語的な記号体系。
- 契丹小字 - 契丹語、10世紀。
- シンガポール・ストーン - 13世紀頃以前。
- ヴォイニッチ手稿 - 15世紀から16世紀頃。
- レヒニッツ写本 - 1838年以前。
- ロンゴロンゴ - ラパ・ヌイ語、1864年以前、おそらく音節文字。